# Novi vijek
Novi vijek je razdoblje u ljudskoj povijesti. 
U povijesnoj znanosti se početkom novog vijeka smatra otkriće Amerike 1492. godine, a po nekima pad Carigrada 1453., a traje do kraja prvog svjetskog rata 1918.
Druge prijelomnice povezane s tim razdobljem su renesansa, humanizam i otkriće tiskarskog stroja.